# Emoia taumakoensis
Emoia taumakoensis este o specie de șopârle din genul Emoia, familia Scincidae, descrisă de Mccoy și Webber 1984. Conform Catalogue of Life specia Emoia taumakoensis nu are subspecii cunoscute.